# Your Disease
Your Disease è una canzone del gruppo musicale statunitense Saliva, estratta come singolo dal loro secondo album in studio Every Six Seconds. La canzone appare anche nella colonna sonora del film Dracula's Legacy, e nei videogiochi Aggressive Inline (2002) e Downhill Domination (2003).

## Posizioni in classifica
| Classifica (2001)              | Posizione massima |
| ------------------------------ | ----------------- |
| Bubbling Under Hot 100 Singles | 16                |
| Modern Rock Tracks             | 7                 |
| Hot Mainstream Rock Tracks     | 3                 |